# Dobeš Černohorský z Boskovic
Dobeš Černohorský z Boskovic, někdy uváděn jako Dobeš/Tobiáš z Boskovic a Černé Hory († 1493) byl moravský šlechtic, diplomat a válečník pocházející z rodu pánů z Boskovic. Jako velitel tzv. černého pluku se vyznamenal především ve válkách mezi Matyášem Korvínem a císařem Fridrichem III.

## Život
Jeho otcem byl Beneš Černohorský z Boskovic, sourozenci Dobeše byli Tas Černohorský z Boskovic ( olomoucký biskup), Beneš Černohorský z Boskovic mladší, Jan Černohorský z Boskovic, Jindřich Černohorský z Boskovic starší, Markéta, Jitka, Magdaléna a Barbora. Spolu se svým bratrem Benešem drželi po svém otci značný majetek, jehož centrum tvořil hrad Černá Hora. Roku 1483 koupili hrad Holštejn, který však vlastnili pouze 10 let. Počátkem 60. let 15. století odebral Jiří z Poděbrad Boskovicům Nový hrad, který byl markraběcím zbožím a dával se v zástavu. Učinil to tak ve prospěch svého rodu pánů z Kunštátu. 
Za česko-uherských válek se postavil Dobeš se svým bratrem Benešem na stranu uherského krále Matyáše Korvína. Dobeš velel jeho pověstnému černému pluku (černé rotě), s nímž 12. února 1469 dobyl hrad Špilberk. 
V dubnu 1469 se zúčastnil sjezdu v Olomouci, na němž byl Matyášovi nabídnuta česká královská koruna. Na podzim téhož roku se dostal do zajetí, když Matyášova vojska utrpěla porážku od Jiříkova syna Jindřicha v bitvě u Uherského Brodu. Dostal se ale zřejmě brzy na svobodu, protože již v únoru 1470 byl účastníkem sjezdu ve Vídni, kde se jednalo (neúspěšně) o Matyášově sňatku s dcerou císaře Fridricha.
Když Matyášova vojska v roce 1470 dobyla Nový hrad, zastavil ho uherský král zpět Černohorským z Boskovic. Bratři Beneš a Dobeš nechali poničený hrad rozebrat a vedle postavili novostavbu Nového hradu, který má nad bránou letopočet 1493.
Ve službách Matyáše Korvína měl Dobeš Černohorský hlavní zásluhu na některých jeho vítězstvích v rakousko-uherských válkách. V roce 1481 obsadil města Mautern an der Donau a Sankt Pölten. V roce 1483 se mu podařilo dobýt Klosterneuburg, což vedlo k tomu, že císař Fridrich III. opustil Vídeň a ustoupil do bezpečnějšího Vídeňského Nového Města. Při obléhání Korneuburgu v květnu 1484 utrpěl těžké popáleniny, ale krátce poté se přesto zúčastnil bitvy u Leitzersdorfu. Zde prokázal své umění velitele vojska a dokázal proměnit zdánlivě jistou uherskou porážku ve vítězství. Po dlouhém obléhání, na němž se také podílel, Vídeň 1. června 1485 kapitulovala.
Během obléhání Vídně při útoku na Kaiserebersdorf 18. března 1485 zasáhla Matyášovy komnaty střela, která ho těsně minula. Uherský král měl podezření na zradu z blízkého okolí a obvinil Dobešova bratrance Jaroslava z Boskovic, svého sekretáře. Když byl Jaroslav 10. prosince 1485 veřejně sťat na Hoher Markt ve Vídni, aniž by se mohl obhájit, Dobeš změnil stranu a vstoupil do služeb Fridricha III. Jako císařský polní kapitán v Dolním Rakousku prokázal Habsburkům velkou službu při znovuzískávání jejich dědičných území, protože „byl známý mnoha uherským vojákům a těšil se značné úctě“.  Obzvlášt se vyznamenal při znovudobytí St. Pöltenu v roce 1490.
Po Matyášově smrti si císař si ponechal Dobeše ve svých diplomatických službách. Dobeš se vrátil na Moravu až roku 1492, kde spravoval s bratrem Benešem své statky. Zemřel 20. prosince 1493 ve Vídni.

### Manželství a potomstvo
Dobeš zemřel bez mužského potomka, měl se svou ženou Hedvikou z Rožmberka (1464–1520) tři dcery: Annu, Bohunku a Johanku.